# Elliniki Etairea Enaerion Synkoinonion
Elliniki Etairea Enaerion Synkoinonion (Greckie Przedsiębiorstwo Komunikacji Lotniczej, gr. Ελληνική Εταιρεία Εναερίων Συγκοινωνιών) – nieistniejąca, pierwsza regularna grecka linia lotnicza.

## Historia
Linia swoją działalność rozpoczęła w czerwcu 1931 roku. Dysponując w początkowym okresie czterema samolotami Junkers G 24, firma wykonywała połączenia wzdłuż greckiego wybrzeżą. Pierwszy lot odbył się na trasie Ateny - Saloniki a wśród pasażerów inauguracyjnego połączenia znalazł się ówczesny premier Grecji Elefterios Wenizelos. Przed wybuchem wojny, flota linii lotniczych wzbogacona została o trzy nowe maszyny Junkers Ju 52/3m. Linia zakończyła swoją działalność w 1940 roku wraz z utworzeniem T.A.E. (Technical and Aeronautical Exploitations).